# Volo Sun Way 4412
Il volo Sun Way 4412 è stato un collegamento cargo internazionale di linea da Karachi, Pakistan, a Khartoum, Sudan. Il 28 novembre 2010, l'Ilyushin Il-76 che operava il volo precipitò mentre cercava di rientrare a Karachi dopo che uno dei motori si era guastato catastroficamente poco dopo il decollo. Dodici persone rimasero uccise nell'incidente: tutte quelle a bordo dell'aereo e quattro persone a terra. L'avaria del motore era stata causata da un affaticamento del metallo dovuto al funzionamento del motore oltre la sua vita utile.

## L'aereo
Il velivolo coinvolto era un Ilyushin Il-76TD con immatricolazione 4L-GNI, operato dalla Sun Way, una compagnia aerea cargo georgiana. Secondo quanto riferito, l'aereo era stato sottoposto a un'accurata ispezione tecnica nelle due settimane precedenti l'incidente.

## L'incidente
Il volo 4412 partì dall'aeroporto Internazionale Jinnah di Karachi alle 01:48 ora locale (20:48 UTC, 27 novembre) diretto all'aeroporto internazionale di Khartoum. L'Ilyushin Il-76TD trasportava 31 tonnellate di materiale di soccorso per il Sudan. L'equipaggio di otto persone era composto da membri russi e ucraini.
Testimoni oculari videro che uno dei motori di destra era in fiamme mentre l'aereo usciva da Jinnah. L'aereo si schiantò poi contro gli edifici in costruzione di un complesso residenziale della Marina pakistana, incendiandone diversi, a circa 3 km dalla fine della pista. Le autorità di soccorso confermarono che erano morte quattro persone che non erano a bordo dell'aereo.
La forza dell'esplosione fu tale che i residenti locali pensarono che fosse esplosa una bomba. Le vittime a terra vennero segnalate come lavoratori edili.

## Le indagini
L'Autorità per l'aviazione civile del Pakistan avviò un'indagine sull'incidente. Emerse che la vita utile certificata della cellula e dei motori era scaduta nel 2004, sette anni prima dell'incidente, e che da allora l'aereo era stato utilizzato senza l'approvazione del costruttore. Il peso dell'Il-76 al decollo superava inoltre di 5 tonnellate il peso massimo consentito di 190 tonnellate.
L'inchiesta stabilì che la sequenza dell'incidente era iniziata con un guasto non contenuto del disco del secondo stadio del compressore di bassa pressione del motore numero quattro, poco dopo il decollo. Il guasto venne attribuito alla fatica del metallo e considerato un risultato diretto del funzionamento del motore ben oltre la sua vita utile.
I detriti espulsi dal motore in avaria colpirono l'ala destra, danneggiando i flap e perforando i serbatoi di carburante che si incendiò, danneggiando ulteriormente l'ala e i comandi di volo al punto che non fu più possibile mantenere il controllo dell'aereo. Il velivolo andò quindi fuori controllo verso destra e si schiantò al suolo.